# 咲-Saki- Portable
『咲-Saki- Portable』（さきポータブル）は、アルケミストが開発し、2010年3月25日に加賀クリエイトと共に発売したPSP用麻雀ゲームである。

## 概要
原作は、後にテレビアニメ化も行われている小林立の麻雀漫画『咲-Saki-』を題材とした麻雀ゲーム。原作設定同様、大半のキャラクターには麻雀の展開を自身に有利に導くための能力が設定されており、その能力を活かした対局を行うことが可能となっている。このような運を支配するタイプの特殊能力を持った対局者を主題にした麻雀ゲームは、古くは『ぎゅわんぶらあ自己中心派』、比較的新しいところでは『兎-野性の闘牌-』に見られる。
ストーリーモードには、テレビアニメの中心舞台と同じく、咲と和が出会うところから県予選団体戦決勝までが用意されている。また、本作オリジナルストーリーである原村家でのお泊まり会も用意されている。
本作は、発売の前年、2009年8月15日に開催された「アルケ祭2009 ぷち」で発売が発表され、2010年3月25日に発売された。本作のオープニングおよびエンディングは、本作発売の前日、2010年3月24日にCDとして発売されている。また、本作の発売を記念して、2010年3月27日に本作を使用した大会「咲-Saki-」CUPが、テレビアニメの県予選と同様の団体戦と個人戦の形式で開催された。

## 登場キャラクター
キャラクター設定については、アニメオリジナルキャラクターが登場するなど、基本的にはテレビアニメに準ずる。プレイヤーキャラクターとして選択可能なキャラクターにはいずれも声が割り当てられており、担当声優もテレビアニメ版と同じである。逆に、ストーリーモードで台詞が設けられている場合や対局相手として登場する場合であっても、プレイヤーキャラクターとして選択可能でないキャラクター（須賀京太郎など）には声が当てられていない。ここではプレイヤーキャラクターとして選択可能なキャラクターの一覧と、本作固有の設定のみを記すこととする。その他の設定は、咲-Saki-の登場人物を参照のこと。

### 清澄高校
宮永咲
能力：嶺上牌が有効牌となる。/配牌でアンコが揃いやすい。
原村和
能力：能力発動時、有効牌を引く可能性が上がる。/最善手をアシストする機能（不要牌や危険牌を表示する機能）が設けられている。
片岡優希
能力：開始から数局の間、有効牌引き率が上がる。
竹井久
能力：上がり牌の残り枚数が少ない場合（悪待ちの場合）に引き率が上がる。
染谷まこ
能力：能力発動時、危険牌が判る。

### 龍門渕高校
龍門渕透華
能力：一定翻数以上の立直を掛けることで、1発ツモ率が上がる。/他家の聴牌が判る。
天江衣
能力：聴牌すると、海底牌に当たり牌を呼び込む。/能力発動時、他家の不要牌引き率が上がる。/他家の聴牌が判る。
井上純
能力：副露すると1巡の間、有効牌を引き入れ、他家に不要牌を引かせる。
国広一
能力なし
沢村智紀
能力なし

### 風越女子高校
福路美穂子
能力：能力発動時、オッドアイの右目が開くとともに、他家の手牌が色分けされることで、種類を判別できるようになる。
池田華菜
能力：能力発動時、好配牌になる。
吉留未春
能力：当たり牌を捨てようとしたときに、キャンセルが可能となる。
深堀純代
能力なし
文堂星夏
能力なし

### 鶴賀学園
加治木ゆみ
能力なしとされているが、一気通貫での和了率が高い。
東横桃子
能力：能力発動時、キャラクタ表示が透過状態になるとともに、全ての演出（立直時の発声など）がカットされる。また、桃子の捨て牌に対する行動（副露や栄和）に時間制限が設けられる。
また、フリー対局モードのキャラクター選択画面においても、非選択状態ではキャラクターが透過状態になるなどの演出が施されている。
蒲原智美
能力なし
妹尾佳織
能力：一定確率で、役満手を呼び込む。
津山睦月
能力なし

### その他
以下は、初期状態ではプレイヤーキャラクターとして選択できないキャラクターである。後述のチャレンジにて、特定のチャレンジをクリアすることで使用が解禁される。
藤田靖子
能力なしとされているが順子がよく揃う。そのため多面張が多い。
杉乃歩
能力なし
夢乃マホ
毎局・毎本場ごとに、他キャラいずれかの能力をコピーする。
確率は清澄のものが多い（現在確認されているのは、咲・和・久・優希・衣・桃子の6種類である）。

## ゲームシステム
ゲーム内容は、大きく以下のように分けられる。
- ストーリー
  - 咲と和との出会いから県予選団体戦決勝までを描くストーリーモード
  - 和の家へ咲が訪問してお泊まり会を描くストーリーモード（本作オリジナルストーリー）
- チャレンジ
- フリー対局
  - 個人戦モード
  - 団体戦モード
- 通信対局
- ギャラリー

### 対局システム
対局システムは、画面4隅にキャラクターの表情および点棒や親子などの場況を設け、中央に卓を囲む形で捨て牌、手牌（他家副露を含む）が表示される。ツモ切り牌と手出し牌は牌の白い部分の濃淡で区別可能となっている。特定操作によって、ルールおよび点差状況を示す確認画面を表示させることができる。
立直、副露、和了の際は、各キャラクターに応じたカットイン演出が設けられており、用意されているCGは200枚以上。一部のキャラクターには1つの行動に複数バージョンの演出が設けられているものもある（宮永咲の連続槓、原村和ののどっち状態での和了り、池田華菜の高い手を張った場合の立直宣言など）。対局中での発声は、立直、副露、和了などのほか、各キャラクター固有の独り言のようなもの、例えば妹尾佳織の「3つずつ、3つずつ」や片岡優希の「調子が出てきたじぇ」なども用意されているが、役の読み上げは行われない。
基本ルールはアニメの大会ルールに準ずるものとなっており、ストーリーモードやチャレンジモードのルールは固定的に決まっている。フリー対局や通信対戦では設定で一部のルールを変更可能である。ルールについてまとめると、以下の通りである。
固定的ルール（代表的なもの）
- 槓ドラは、表裏ともにあり
- 後付けあり
- 1000点未満での立直は不可
- 包は大明槓のみ
- 個人戦は25000点持ちの30000点返し、団体戦は10万点持ちの10万点返し
- 順位ウマなし
- 2翻しばりなし
- 最終局トップあがり止めあり（団体戦の大将以外の場合でも強制上がり止めとなる）
- 多家和なし（頭ハネ）
- 9種9牌流局なし

設定変更可能なルール
- 対局形式：東風戦/半荘
- 赤牌：なし/あり（4枚）
- 喰いタン：なし/あり
- 東場の連荘条件：不聴でも連荘（子の和了りで輪荘）/聴牌（不聴親流れ）/和了り
- 南場の連荘条件：不聴でも連荘（子の和了りで輪荘）/聴牌（不聴親流れ）/和了り
- ドボン：なし/あり
- 切り上げ満貫：なし/あり
- 能力：なし/あり

### ストーリーモード
全体は2部構成からなっている。第1部は、咲と和との出会いから県予選団体戦決勝までを描くモードである。第2部は、県予選大会から本選までの時期の一コマ、和の家に咲が訪問してお泊まり会を開くことになり、それを聞きつけた久が各校の様々な対局者を和の家に呼び集めるというストーリーを描くモードとなっている。いずれも、原作やテレビアニメ同様、話の展開の区切りに応じて各話が第×局と表記され、それぞれの話はストーリーパート前半、対局、ストーリーパート後半の3部構成となっている。なお、第2部は第1部クリアによって解禁される。
対局には各話にクリア条件が設けられており、条件を満たすことで各話のストーリー後半パートおよび次の話に進むことが可能となる。対局前に3段階の難易度設定が可能だが、対局者の強さが変わるのみで、クリア条件は同じである。また、原作やテレビアニメに示されるような非現実的な条件（40符3翻5200点の手を70符2翻の手に仕上げ直す、プラスマイナスゼロを達成する、搶槓で差し込みを行うなど）ではなく、和了りやトップ取りといった現実的な条件に限られる。採用ルールは固定的に決まっており、第1部は基本的にアニメ展開に準ずる。
ストーリーモード入り口で、どのストーリーをプレイするかを選ぶことができ、一度クリアした話であっても再度プレイすることが可能となっている。以下に、各話のサブタイトルおよびクリア条件を示す。
| 局      | 局    | サブタイトル | クリア条件 | プレイヤー キャラクター | 対局者                         | 備考                               |
| ------- | ----- | ------------ | ---------- | ----------------------- | ------------------------------ | ---------------------------------- |
| 第 1 部 | 第1局 | 出会い       | 和了り     | 宮永咲                  | 原村和、片岡優希、須賀京太郎   | テレビアニメ第1局に相当            |
| 第 1 部 | 第2局 | 勝負         | 和了り     | 宮永咲                  | 原村和、片岡優希、染谷まこ     | テレビアニメ第2局に相当            |
| 第 1 部 | 第3局 | 翻弄         | 和了り     | 宮永咲                  | 原村和、藤田靖子、喫茶店の客   | テレビアニメ第4局に相当            |
| 第 1 部 | 第4局 | 合宿         | 半荘1位    | 原村和                  | 竹井久、片岡優希、染谷まこ     | テレビアニメ第5局に相当            |
| 第 1 部 | 第5局 | 開眼         | 和了り     | 片岡優希                | 福路美穂子、井上純、津山睦月   | 県予選団体先鋒戦                   |
| 第 1 部 | 第6局 | 初心者       | 和了り     | 染谷まこ                | 妹尾佳織、吉留未春、沢村智紀   | 県予選団体次鋒戦                   |
| 第 1 部 | 第7局 | 裂帛         | 和了り     | 竹井久                  | 国広一、蒲原智美、文堂星夏     | 県予選団体中堅戦                   |
| 第 1 部 | 第8局 | 微熱         | 和了り     | 原村和                  | 龍門渕透華、東横桃子、深堀純代 | 県大会団体副将                     |
| 第 1 部 | 第9局 | 友達         | 和了り     | 宮永咲                  | 天江衣、池田華菜、加治木ゆみ   | 県大会団体大将                     |
| 第 2 部 | 第1局 | 招待         | -          | -                       | -                              | 導入パートであり、対局は行われない |
| 第 2 部 | 第2局 | 特訓         | 半荘1位    | 原村和                  | 宮永咲、竹井久、染谷まこ       | 清澄高校                           |
| 第 2 部 | 第3局 | 勉強         | 半荘1位    | 原村和                  | 妹尾佳織、東横桃子、加治木ゆみ | 鶴賀学園                           |
| 第 2 部 | 第4局 | 食事         | 半荘1位    | 原村和                  | 福路美穂子、池田華菜、藤田靖子 | 風越女子高校+藤田プロ              |
| 第 2 部 | 第5局 | 入浴         | 半荘1位    | 原村和                  | 天江衣、龍門渕透華、国広一     | 龍門渕高校                         |
| 第 2 部 | 第6局 | 就寝         | 半荘1位    | 原村和                  | 竹井久、染谷まこ、片岡優希     | 清澄高校                           |

### チャレンジモード
課題を達成することで報酬が得られるモードであり、課題は全部で21種ある。プレイヤーキャラクター、対局キャラクター、場の進行状況、点棒状況、採用ルールなどは固定的に決まっており、個々の課題達成時の報酬も事前に提示されている。18種の課題は初期から選択可能、残りの3種の課題はストーリーモード第2部をクリアすることで選択可能となる。
報酬は、各キャラクターの衣装（フリー対局などで着せ替え可能）、イラスト、プレイヤーキャラクターとしての解禁の3種に分けられる。
一度達成したチャレンジを再度行うことも可能であるが、とくに追加の報酬が用意されているわけではない。以下に課題を示す。
| No | プレイヤー キャラクター | 対局者                           | 場況                                                         | 課題         | 報酬                           |
| -- | ----------------------- | -------------------------------- | ------------------------------------------------------------ | ------------ | ------------------------------ |
| 1  | 宮永咲                  | 福路美穂子、井上純、津山睦月     | 東1局、団体戦4位                                             | 3位以上      | 咲衣装セット                   |
| 2  | 原村和                  | 福路美穂子、龍門渕透華、藤田靖子 | 東1局、透華に24000点のハンデ （12000点の行って来いのハンデ） | 透華より上位 | 和衣装セット                   |
| 3  | 片岡優希                | 天江衣、国広一、池田華菜         | 東1局                                                        | 1位          | 優希衣装セット 和&優希イラスト |
| 4  | 竹井久                  | 福路美穂子、龍門渕透華、蒲原智美 | 東1局                                                        | 1位          | 部長衣装セット                 |
| 5  | 染谷まこ                | 宮永咲、原村和、片岡優希         | 東1局                                                        | 1位          | まこ衣装セット                 |
| 6  | 天江衣                  | 杉乃歩、藤田靖子、夢乃マホ       | 東1局、藤田に16000点のハンデ （8000点の行って来いのハンデ）  | 藤田より上位 | 衣衣装セット 透華&衣イラスト   |
| 7  | 龍門渕透華              | 片岡優希、池田華菜、蒲原智美     | 東1局                                                        | 1位          | 透華衣装セット                 |
| 8  | 国広一                  | 竹井久、蒲原智美、文堂星夏       | 南1局、団体戦3位                                             | 2位以上      | 一衣装セット                   |
| 9  | 福路美穂子              | 加治木ゆみ、宮永咲、天江衣       | 南1局、団体戦4位                                             | 1位          | 福路衣装セット 福路&久イラスト |
| 10 | 池田華菜                | 吉留未春、文堂星夏、深堀純代     | 東1局、持ち点0点                                             | 1位          | 池田衣装セット                 |
| 11 | 加治木ゆみ              | 宮永咲、天江衣、池田華菜         | 南4局、3位                                                   | 和了り       | かじゅ衣装セット               |
| 12 | 東横桃子                | 深堀純代、沢村智紀、文堂星夏     | 東1局                                                        | 1位          | 桃子衣装セット                 |
| 13 | 宮永咲                  | 天江衣、原村和、龍門渕透華       | 東1局                                                        | 1位          | 咲&和イラスト                  |
| 14 | 竹井久                  | 福路美穂子、染谷まこ、池田華菜   | 東1局                                                        | 1位          | 久&まこイラスト                |
| 15 | 龍門渕透華              | 沢村智紀、国広一、杉乃歩         | 東1局                                                        | 1位          | 透華&一イラスト                |
| 16 | 福路美穂子              | （対戦相手3人全員が池田華菜）    | 東1局                                                        | 1位          | 福路&池田イラスト              |
| 17 | 加治木ゆみ              | 蒲原智美、東横桃子、津山睦月     | 東1局                                                        | 1位          | 加治木&桃子イラスト            |
| 18 | 片岡優希                | 深堀純代、天江衣、国広一         | 東1局                                                        | 1位          | 優希&衣イラスト                |
| 19 | 藤田靖子                | 宮永咲、喫茶店の客、原村和       | 南4局、トップとの差6400点 （テレビアニメ第4局同様）          | 逆転         | 藤田プロ使用解禁               |
| 20 | 杉乃歩                  | 宮永咲、原村和、片岡優希         | 東1局                                                        | 和了り       | 歩使用解禁                     |
| 21 | 夢乃マホ                | 宮永咲、原村和、片岡優希         | 東1局                                                        | 1位          | マホ使用解禁                   |

### フリー対局
キャラクター同士で対局するモードである。大きく個人戦と団体戦に分けられる。個人戦ではキャラクターの組み合わせを自由に選択可能となっている。団体戦では所属高校単位での選択となっており、原作やアニメの大会ルール同様、5人で5回戦を回してのトータル収支で勝敗を決定する。団体戦で出場するキャラクターの出場順番は、事前に変更することが可能である。個人戦、団体戦、いずれの場合も、同一キャラクターによる対決が可能である。
対局システム節に記載の通り、一部のルールは変更することも可能で、能力の有無も変更可能となっている。また、チャレンジモードで解禁済みであれば、衣装変更も可能である。靖子、歩、マホは、チャレンジモードで解禁済みであれば、プレイヤーキャラクターとして選択可能である。
なお、個人戦のキャラクター選択画面において、桃子に限り、キャラクター非選択時にはキャラクターが透過状態となる演出が施されている。

### 通信対局
PSPの無線LANアドホック通信機能を用いて、本作を持ったもの同士で対局しあうモードである。フリー対局同様、個人戦と団体戦を行うことができ、同一キャラクターによる対決が可能である点も同じである。なお、4人集まらない場合は、CPUを交えての対局も可能となっている。

### ギャラリー
作中で解禁されたイラスト類を閲覧するモードである。以下の機能が設けられている。
アルバム
ストーリーモードおよびチャレンジモードで解禁されたイラスト類を閲覧するモードである。
プロフィール
プレイヤーキャラクターとして使用可能な全23人のプロフィールを閲覧するモードである。チャレンジモードで衣装セットを解禁済みのキャラクターであれば、衣装の着せ替え、副露や立直宣言などの発声ボイスを確認することも可能となっている。
ミュージック
オープニング、エンディング、およびBGMの再生機能である。
シアター
オープニングおよびエンディング動画の閲覧機能である。

## スタッフ
- 原画：GONZO〈第5スタジオ〉

## テーマソング
オープニングテーマソング「君が笑ってくれたから、今日も夢の種を蒔こう。-キミたね-」
作詞・作曲・歌：Little Non
エンディングテーマソング「爆発始動レボリューション」
作詞・作曲・歌：Little Non